# بیوراس تریومف (لوئیزیانا)

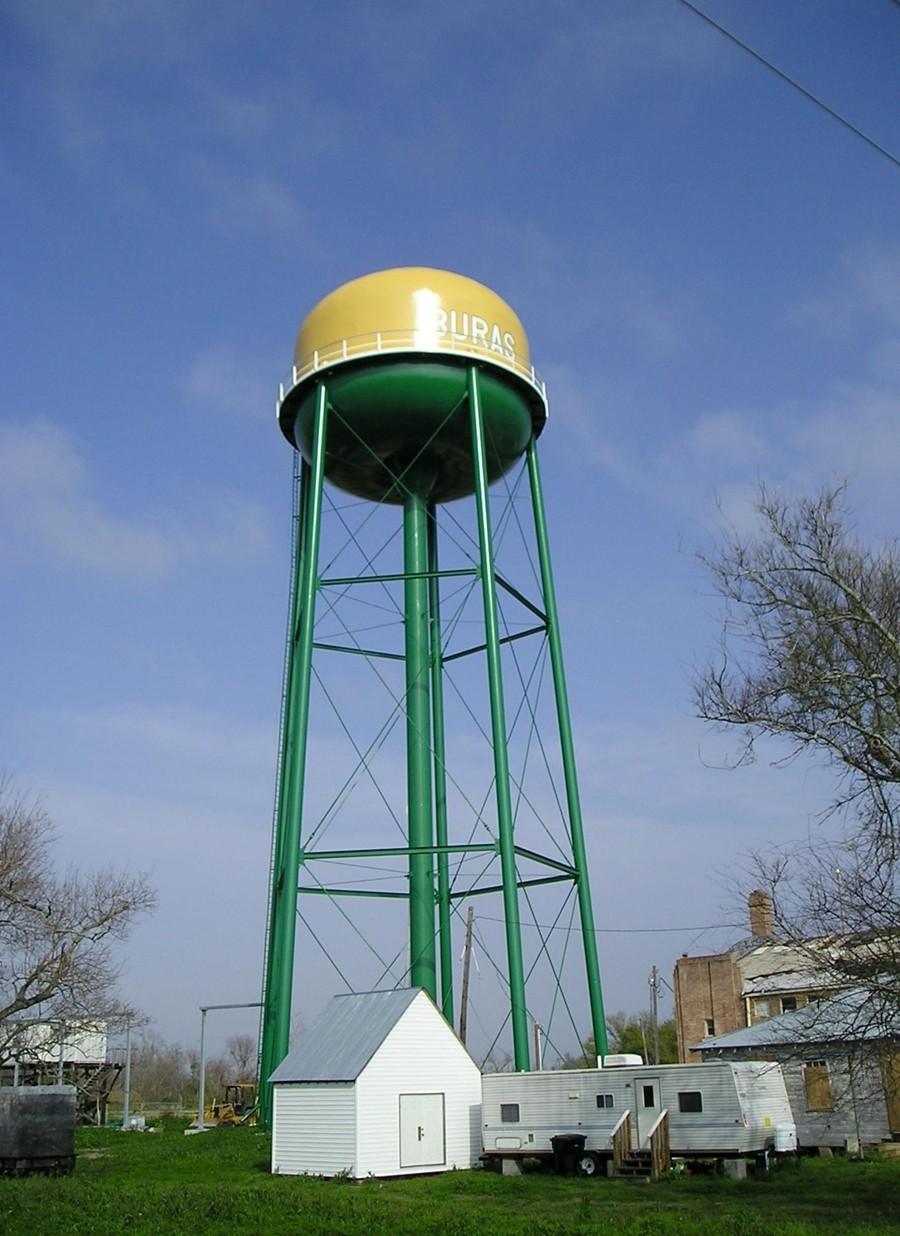
New water tower in Buras

بیوراس تریومف (به انگلیسی: Buras-Triumph) یک منطقهٔ مسکونی در ایالات متحده آمریکا است که در لوئیزیانا واقع شده‌است. بیوراس تریومف ۳٬۳۵۸ نفر جمعیت دارد.